# بتل‌استار گالاکتیکا
بتل‌استار گالاکتیکا (به انگلیسی: Battlestar Galactica) یک سریال و فرنچایز در ژانر علمی تخیلی است که توسط گلن لارسن ایجاد شده‌است. فرنچایز بتل‌استار گالاکتیکا با تولید این سریال در سال ۱۹۷۸ شروع شد و سپس توسط سری‌های کوتاه مدت ادامه یافت. پس از آن کتاب و کامیک بوک و رمان‌های و همچنین بازی‌های رایانه‌ای مختلفی در این باره ساخته شد.